# Очипала
Очипала (на македонска литературна норма: Очипала) е село в община Царево село на Северна Македония.

## География
Селото се намира в областта Пиянец на десния бряг на река Брегалница малко под общинския център Царево село.

## История
В началото на XX век Очипала е българско село в Малешевската каза на Османската империя. Според статистиката на Васил Кънчов („Македония. Етнография и статистика“) в 1900 година Очипаля е село със 120 души жители българи християни.
Според преброяването от 2002 година селото има 92 жители, всички северномакедонци.

## Личности
Родени в Очипала
- Ратко Димитровски (р.1956), политик от Северна Македония, депутат от ВМРО-ДПМНЕ
- Стаменко Мицов, четник на Ильо войвода[3]